# Pterolophia alboplagiata
Pterolophia alboplagiata är en skalbaggsart som beskrevs av Charles Joseph Gahan 1894. Pterolophia alboplagiata ingår i släktet Pterolophia och familjen långhorningar.
Artens utbredningsområde är:
- Laos.
- Myanmar.

Inga underarter finns listade i Catalogue of Life.